# Tethea osthelderi
Tethea osthelderi is een vlinder uit de familie van de eenstaartjes (Drepanidae). De wetenschappelijke naam van de soort is voor het eerst geldig gepubliceerd in 1937 door Bytinski-Salz.